# یالی‌کاواک
یالی‌کاواک (به ترکی استانبولی: Yalıkavak) شهری است در کشور ترکیه که در استان موغله واقع شده‌است. جمعیت این شهر بر اساس سرشماری سال ۲۰۰۸ میلادی ۹٬۸۴۵ نفر و بر اساس برآوردهای سال ۲۰۰۹ میلادی ۱۰٬۹۸۹ نفر می‌باشد.